# Gauliga Westfalen 1939/40
De Gauliga Westfalen 1939/40 was het zevende voetbalkampioenschap van de Gauliga Westfalen. Schalke 04 werd kampioen en plaatste zich voor de eindronde om de Duitse landstitel. De club werd groepswinnaar en plaatste zich voor de halve finale, waar de club SV Waldhof 07 versloeg. In de finale won de club van Dresdner SC.
Arminia stond in februari 1940 nog voorlaatste, maar door een sterke remonte eindigden ze nog tweede. 

## Eindstand
| Plaats | Club                    | Wed. | W  | G | V  | Saldo | Ptn.  |
| ------ | ----------------------- | ---- | -- | - | -- | ----- | ----- |
| 1.     | FC Schalke 04           | 18   | 15 | 2 | 1  | 98:18 | 32:40 |
| 2.     | DSC Arminia Bielefeld   | 18   | 10 | 1 | 7  | 49:42 | 21:15 |
| 3.     | VfL Bochum              | 18   | 10 | 1 | 7  | 54:50 | 21:15 |
| 4.     | SC Westfalia 04 Herne   | 18   | 9  | 2 | 7  | 47:56 | 20:16 |
| 5.     | VfB 03 Bielefeld        | 18   | 8  | 3 | 7  | 45:47 | 19:17 |
| 6.     | Gelsenguß Gelsenkirchen | 18   | 7  | 2 | 9  | 43:39 | 16:20 |
| 7.     | SC Preußen Münster      | 18   | 6  | 4 | 8  | 43:52 | 16:20 |
| 8.     | SV Arminia 08 Marten    | 18   | 5  | 3 | 10 | 31:54 | 13:23 |
| 9.     | BV Borussia 09 Dortmund | 18   | 5  | 1 | 12 | 35:60 | 11:25 |
| 10.    | SpVgg Röhlinghausen     | 18   | 4  | 3 | 11 | 33:60 | 11:25 |

|  | Kampioen, geplaatst voor nationale eindronde |

## Promotie-eindronde

### Groep A
| Plaats | Club                        | Wed. | Saldo | Ptn. |
| ------ | --------------------------- | ---- | ----- | ---- |
| 1.     | SV Union 1910 Gelsenkirchen | 6    | 13:11 | 10:2 |
| 2.     | SC Münster 08               | 5    | 11:9  | 6:4  |
| 3.     | SC Preußen Bochum           | 4    | 9:8   | 3:7  |
| 4.     | VfR Heessen                 | 4    | 7:12  | 1:7  |

|  | Promotie naar Gauliga Westfalen 1940/41 |

### Groep B
| Plaats | Club                | Wed. | Saldo | Ptn. |
| ------ | ------------------- | ---- | ----- | ---- |
| 1.     | Deutscher SC Hagen  | 4    | 11:5  | 5:3  |
| 2.     | VfL Altenbögge      | 4    | 8:6   | 5:3  |
| 3.     | Sportfreunde Siegen | 4    | 5:13  | 2:6  |